# Bornsjöns natur- och kulturstig

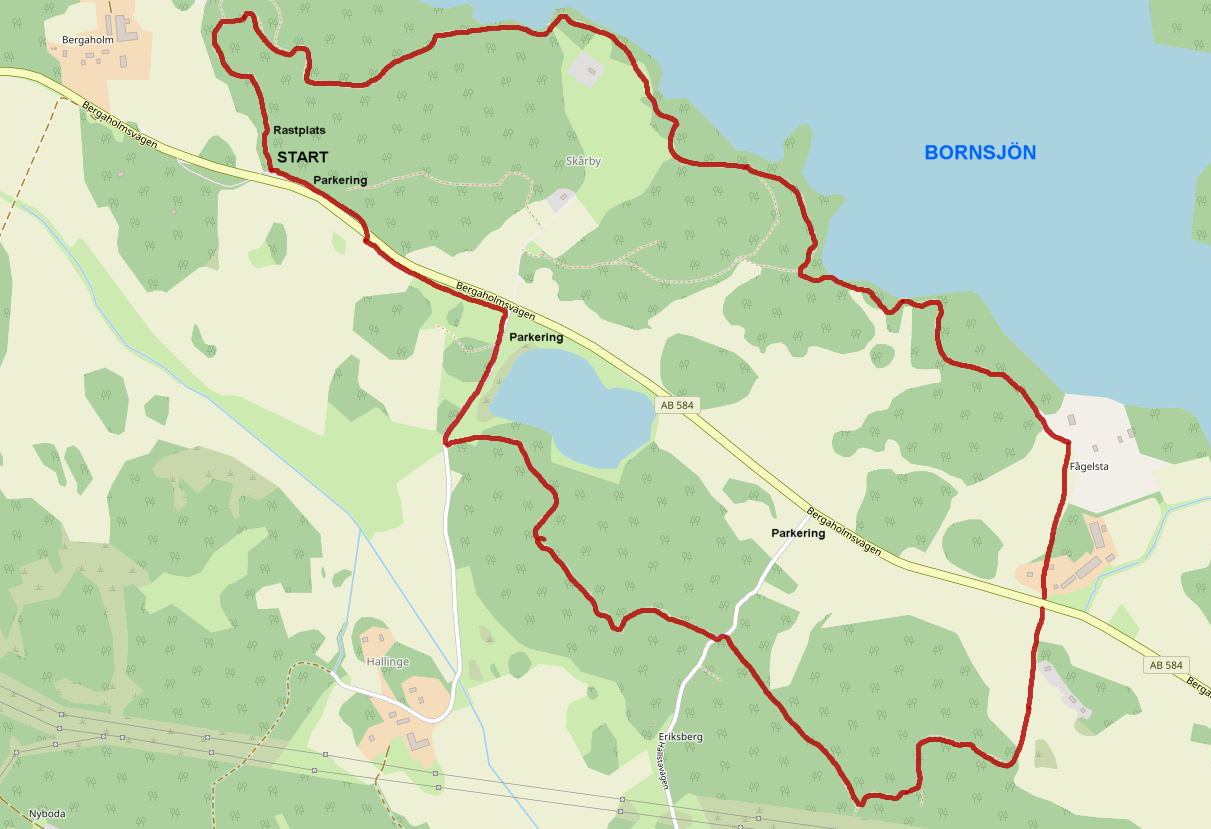
Bornsjöns natur- och kulturstig (utan förgreningar).

Bornsjöns natur- och kulturstig (även kallad Bornsjöstigen eller Promenadsträcka Bergaholm) är en 11 kilometer lång vandringsled vid södra sidan om Bornsjön i Salems kommun, Stockholms län. Stigen ligger inom Bornsjöns naturreservat och leder till natur- och kulturhistorisk intressanta punkter.

## Allmänt

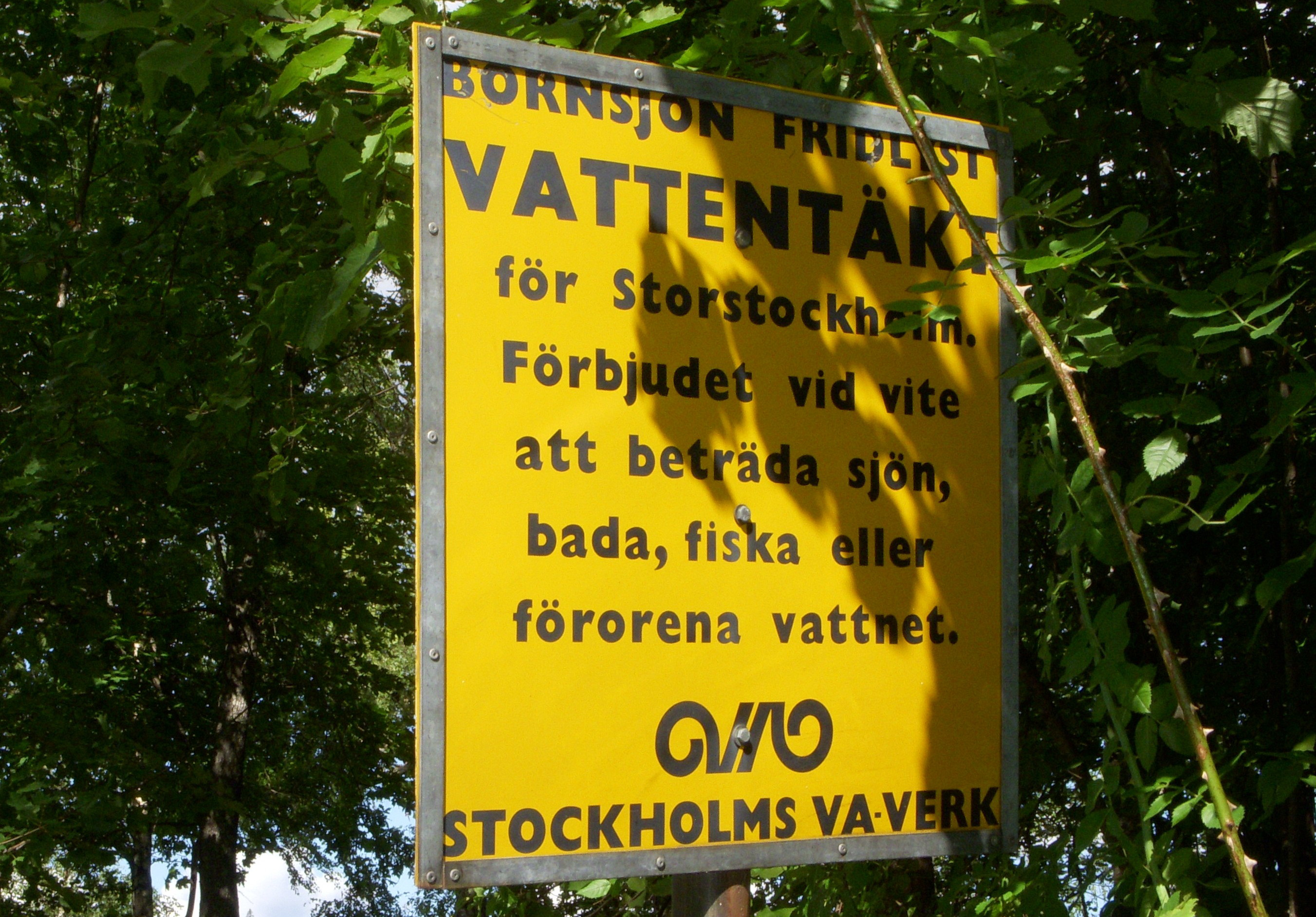
Bornsjön, fridlyst vattentäkt

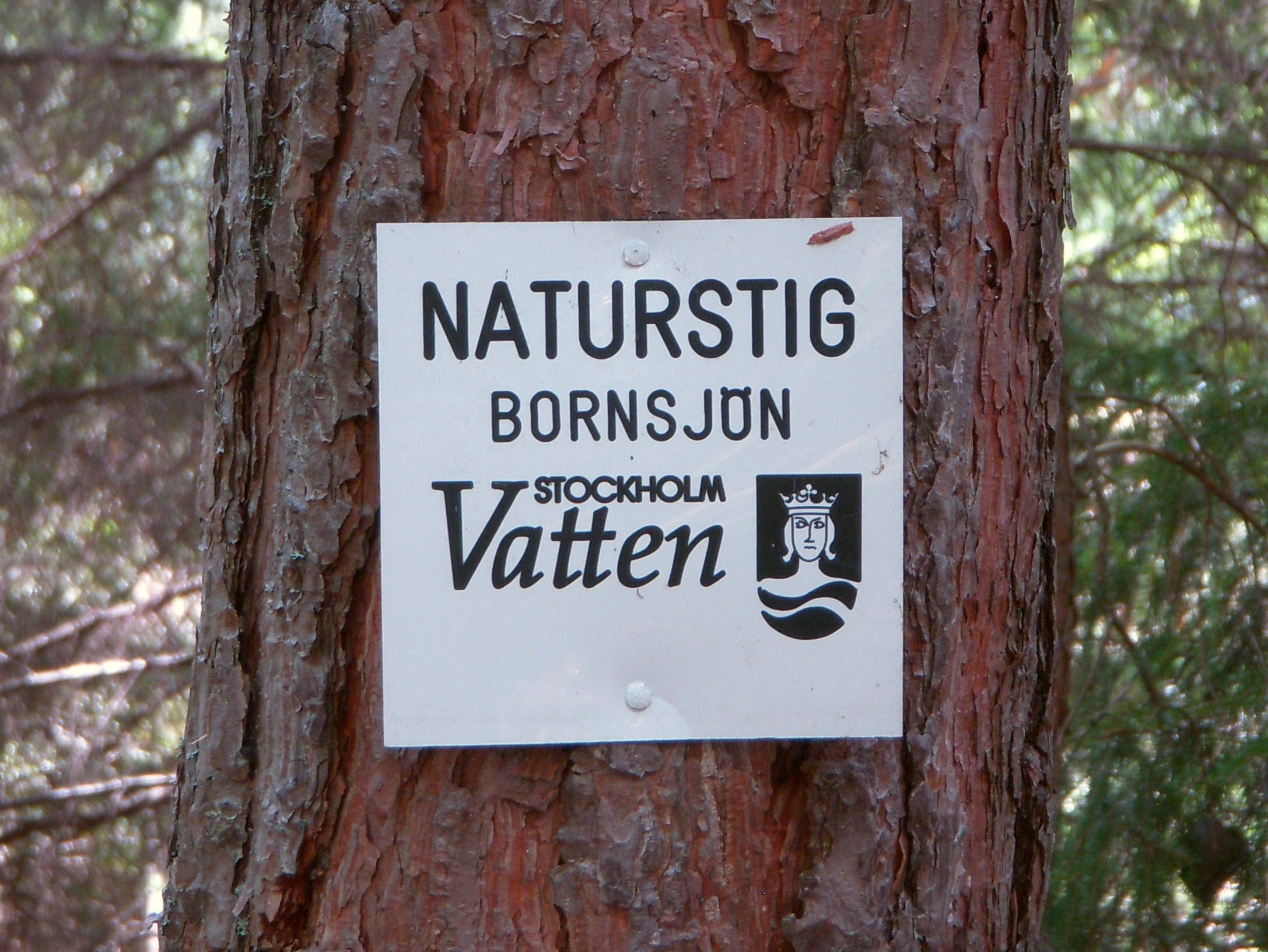
Huvudmarkering.

Stigen anlades i slutet av 1980-talet på uppdrag av Stockholms stad och dåvarande Stockholms VA-verk (numera Stockholm Vatten och Avfall). Företaget äger och förvaltar sedan 1993 Bornsjön och marken runtomkring den. Bornsjön är Stockholms reservvattentäkt och därför fridlyst. Det råder badförbud.
Hela stigen är 11 kilometer lång och sträcker sig med flera förgreningar norr och söder om Bergaholmsvägen (gamla Riksväg 1). Man kan dock bryta av och gå kortare sträckor från tre kilometer och uppåt. Vissa områden betas på sommaren av lösgående nötkreatur och vandraren får klättra över stättor. Längs med stigen finns ett 40-tal informationspunkter som berättar om platsens historik, kultur och natur. Beskrivningen finns i en separat folder som kan laddas ner. Stigens ursprungliga markeringar är på grund av vandalisering och bristande underhåll delvis svåra att återfinna eller saknas helt.

## Sträckningen
Natur- och kulturstigen omfattar området mellan de fyra Bornsjöegendomarna: Bergaholm i väster, Skårby i mitten, Fågelsta i öster och Hallinge gård i söder. Start och mål är rastplatsen strax öster om Bergaholm vid Bergaholms gamla granitbrott. Här bröts makadam och gatsten för Stockholms gator i början av 1900-talet. Vid brottet ser man även en avsnörd bit av gamla Göta landsväg, sedermera Riksväg 1 / Södertäljevägen, numera bilparkering.
Stigen leder förbi flera forntida lämningar, bland dem Bergaholms östra gravfält (RAÄ-nummer: Salem 236:1) som består av cirka 125 gravar från järnåldern, Skårbyröset (RAÄ-nummer: Salem 42:2) Salems största gravröse med gravhägnad från bronsåldern och Hallinge gravfält (RAÄ-nummer Salem 49:1). Bland stationerna märks även hästgraven vid Skårby gård för hästen Gubben som tillsammans med generallöjtnanten Anders Fredrik Skjöldebrand i december 1813 stred i Slaget vid Bornhöft (RAÄ-nummer Salem 152:1).

## Stationer (urval)

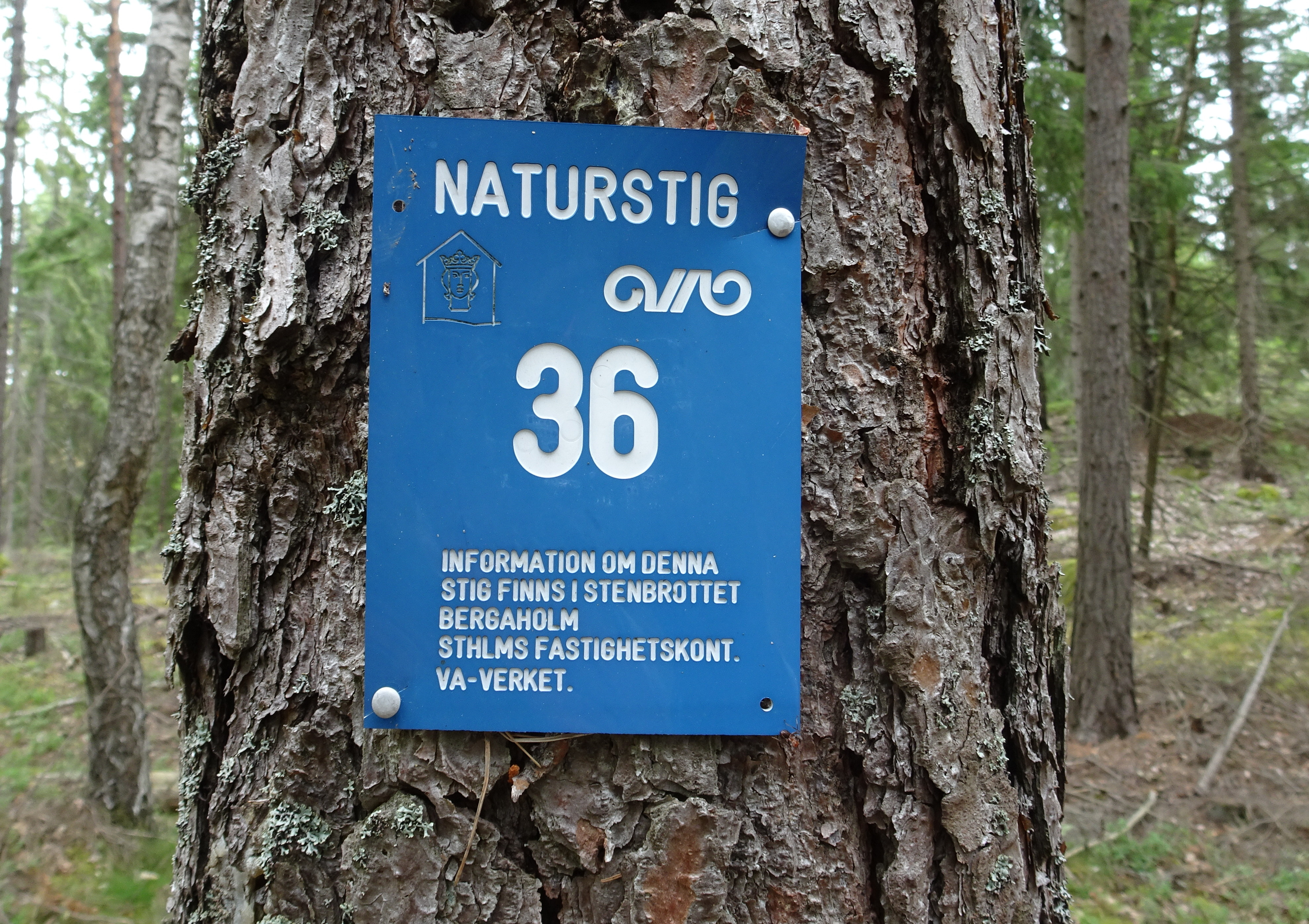
Informationspunkt.

- Bergaholms stenbrott
- Bergaholms gravfält
- Skårby gård
- Skårbyröset
- Gubbens grav
- Häggelunda
- Fågelsta gård
- Hallinge gravfält

## Bilder
Från startpunkten (stenbrottet) medurs.

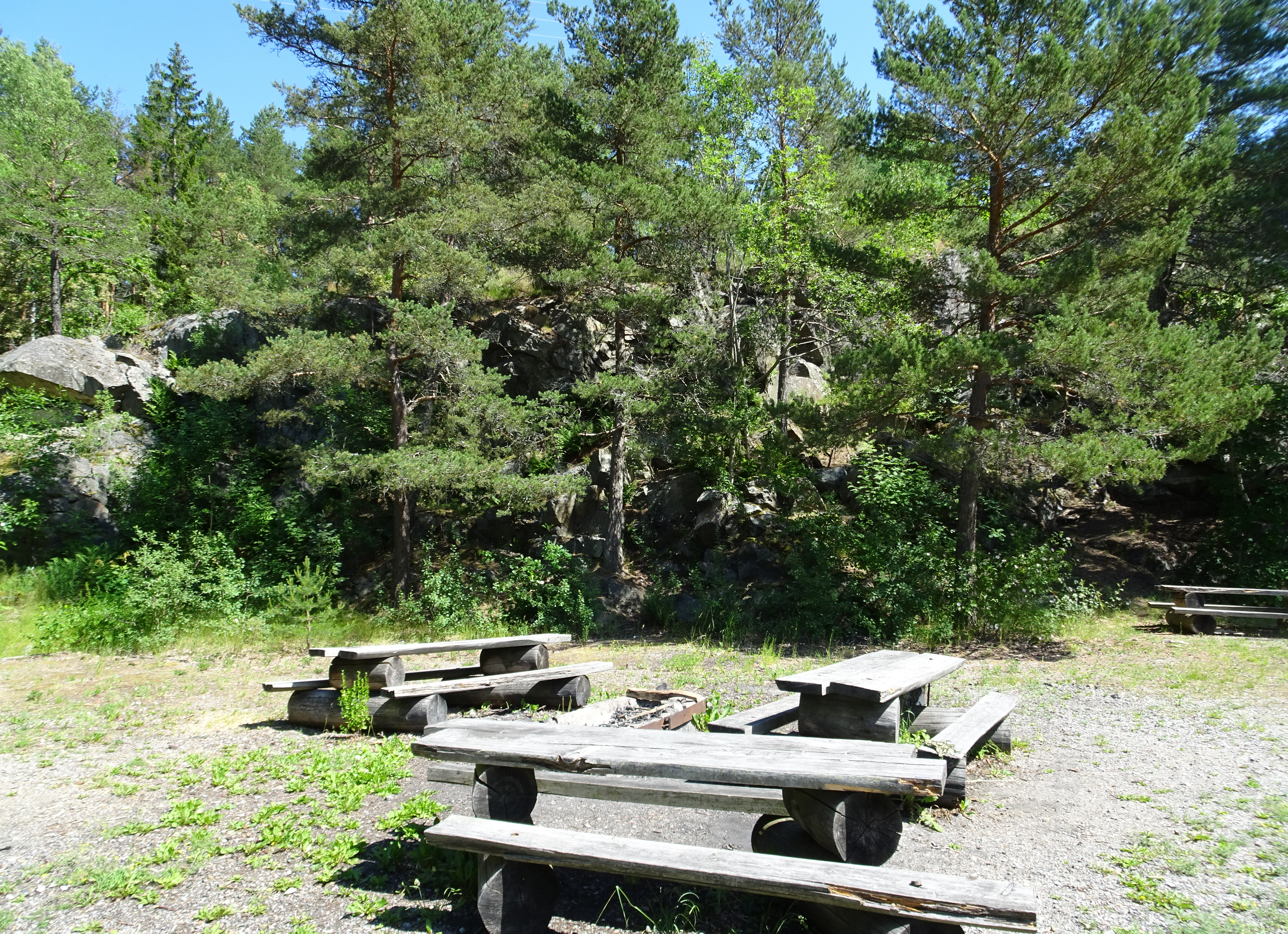
Bergaholms stenbrott och rastplats vid Bergaholmsvägen.
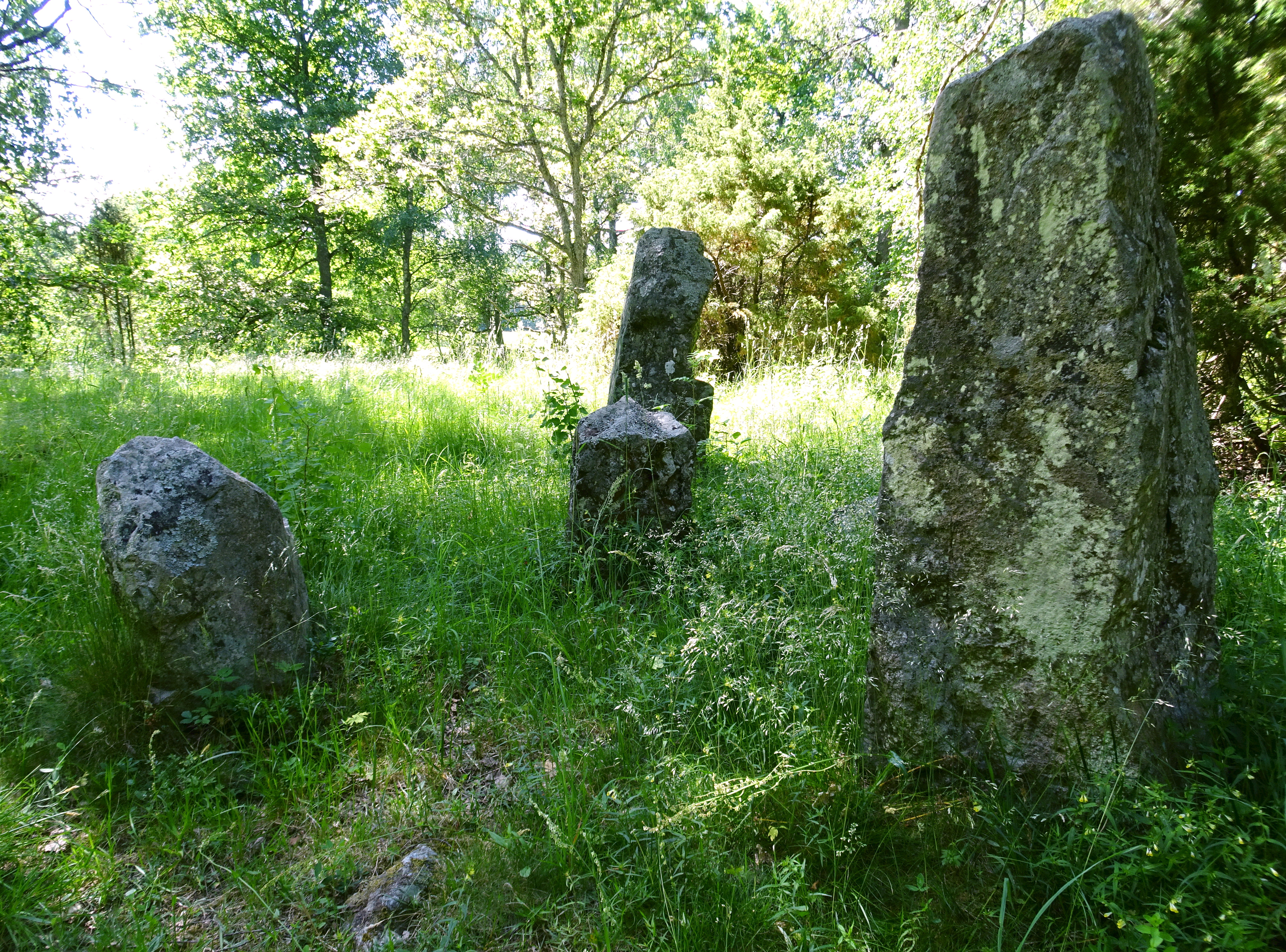
Bergaholms gravfält. (RAÄ-nummer: Salem 236:1)
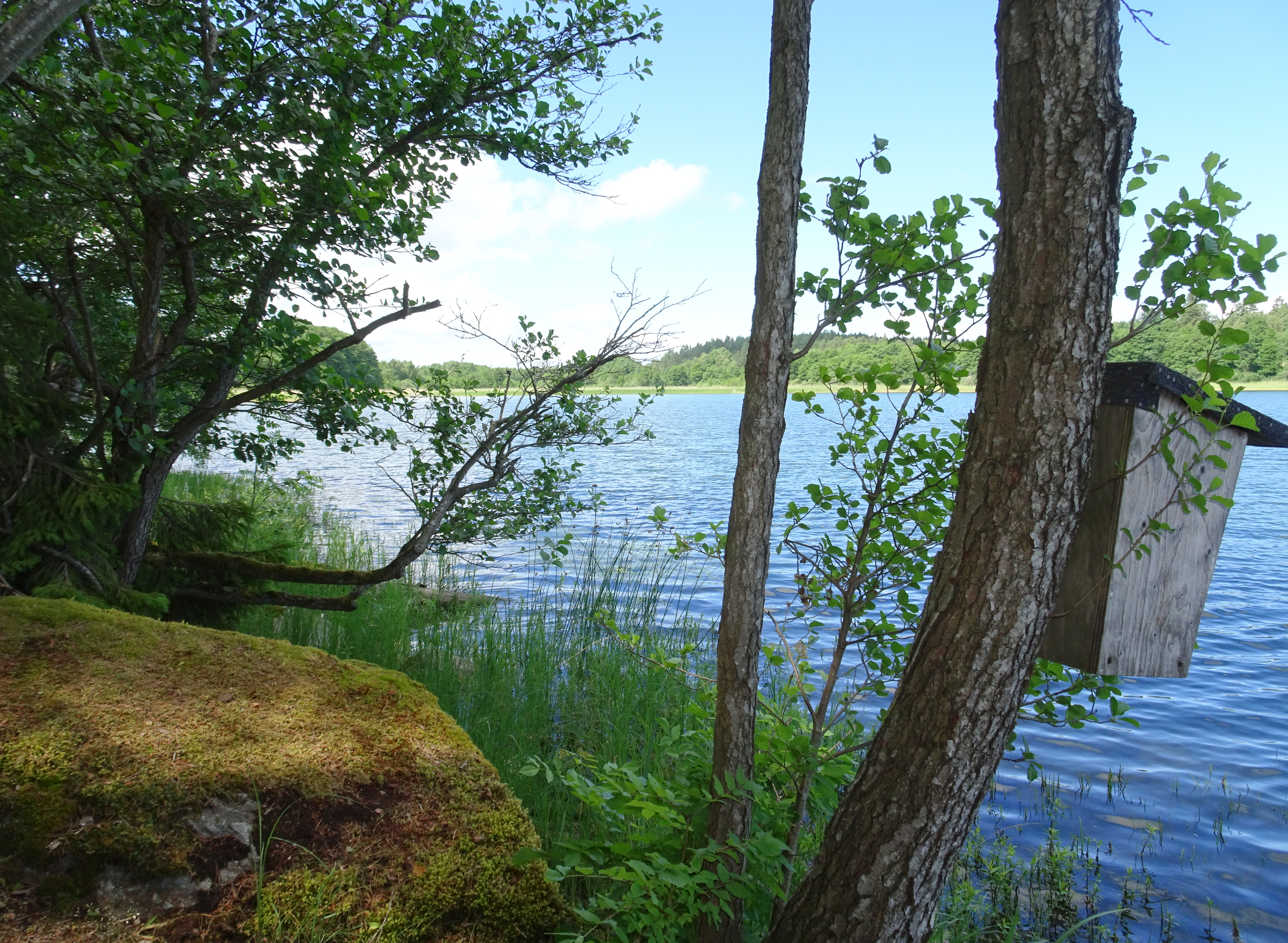
Utsikt över Bornsjön.
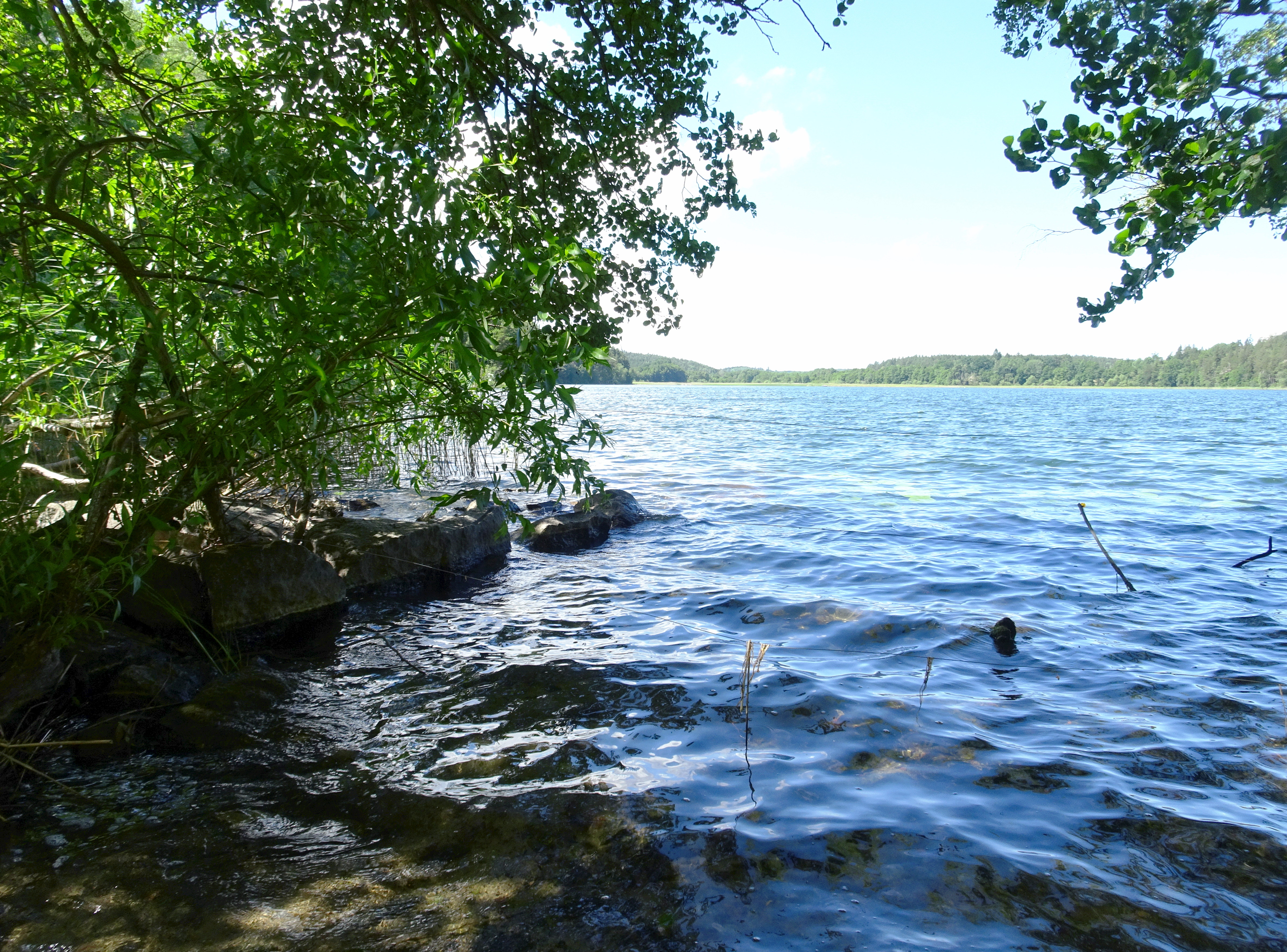
Skårby gårds gamla brygga

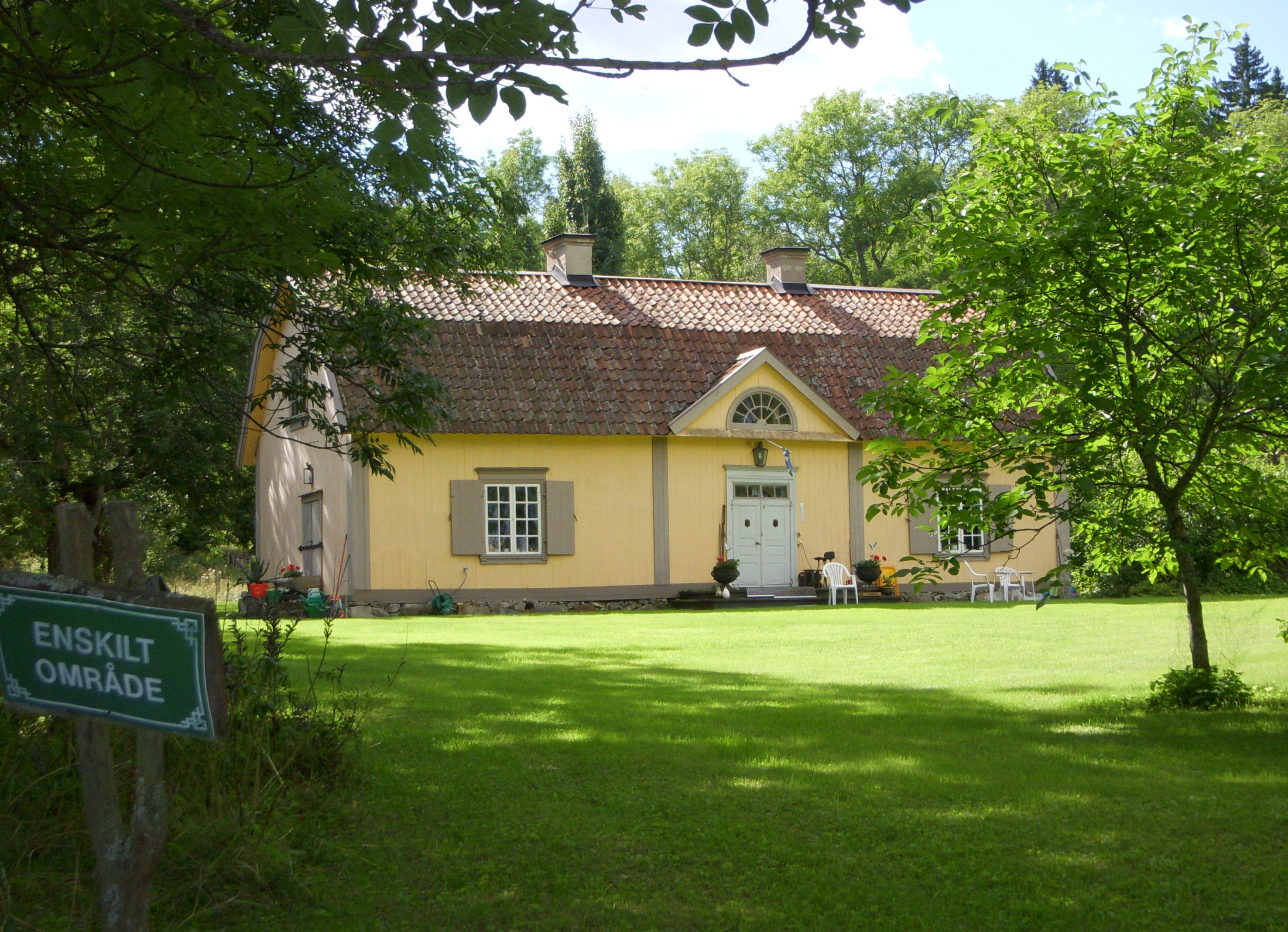
Skårby gårds kvarvarande flygel.
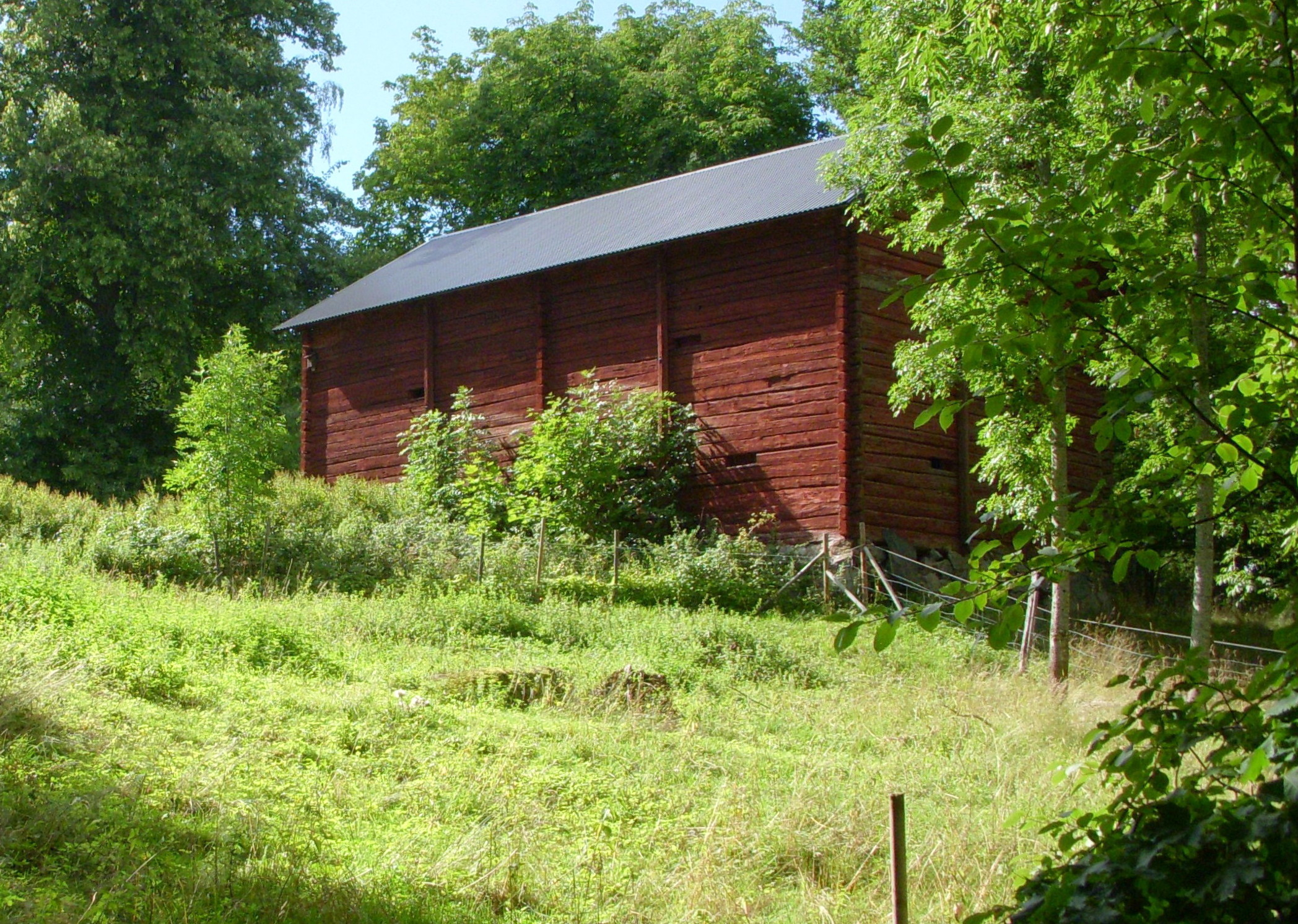
Skårby gårds spannmålsbod.
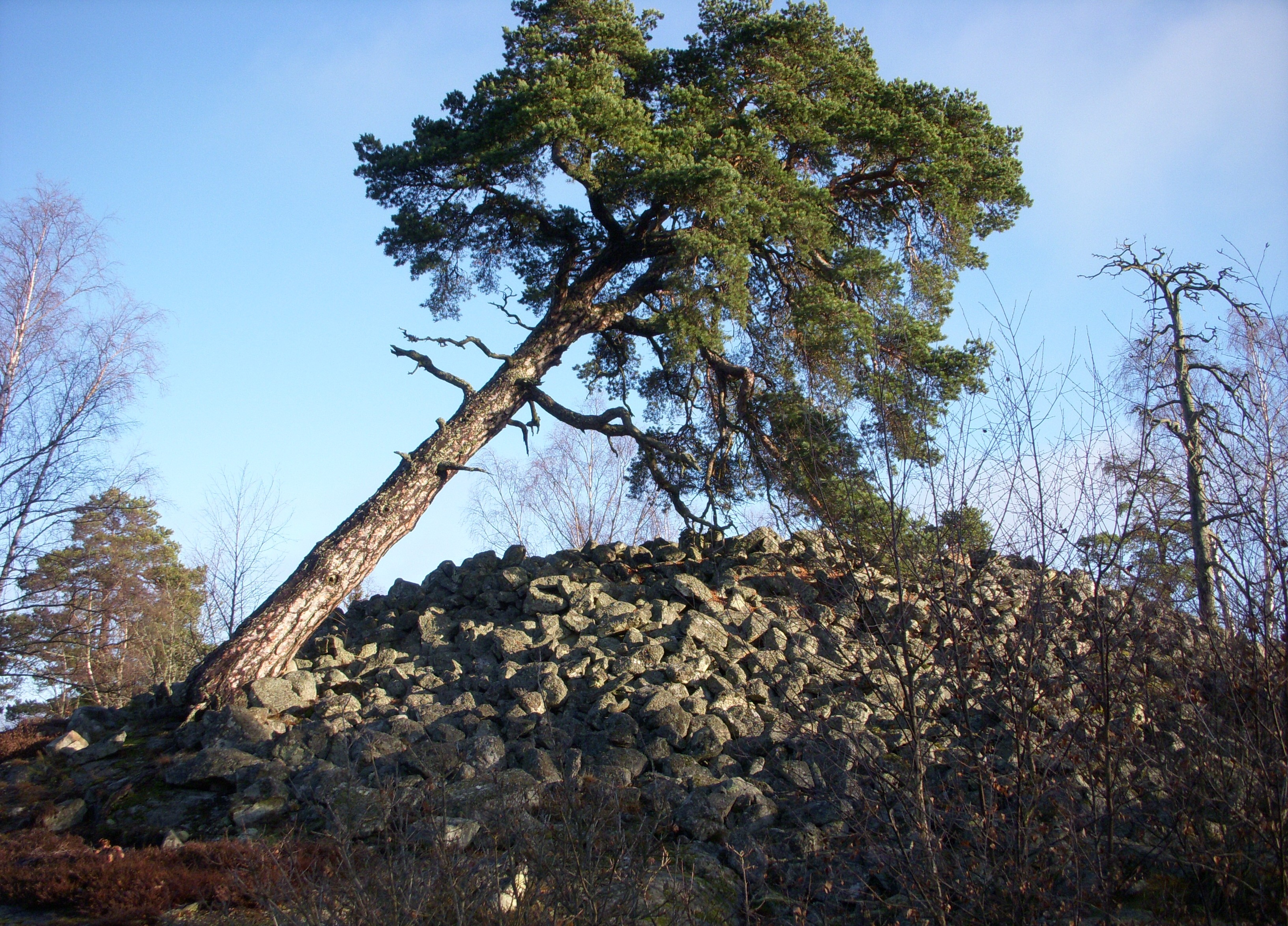
Skårbyröset. (RAÄ-nummer: Salem 42:2)
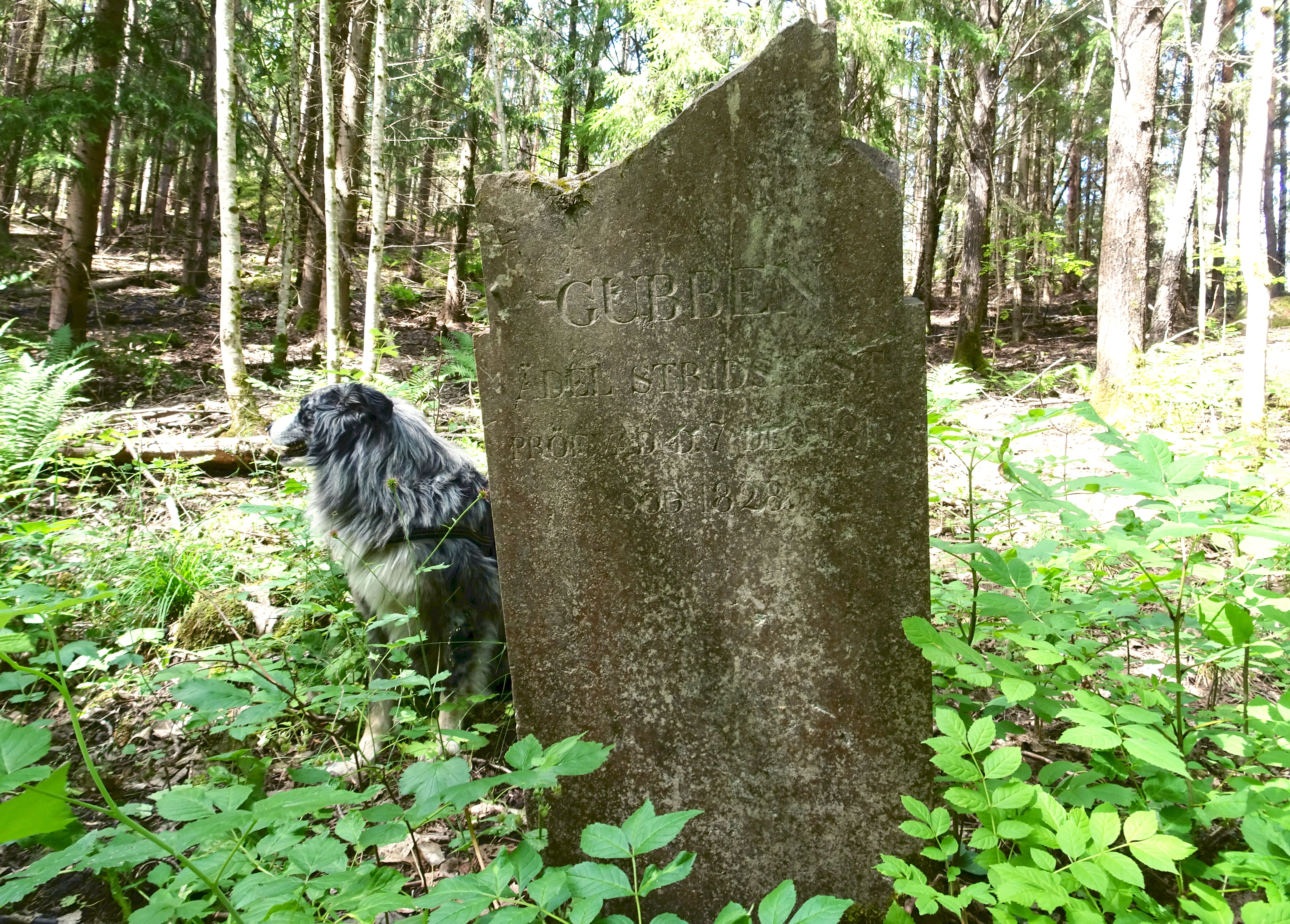
"Gubben - Ädel stridshäst - pröfvad - d - 7 - dec 1813 - död 1828"

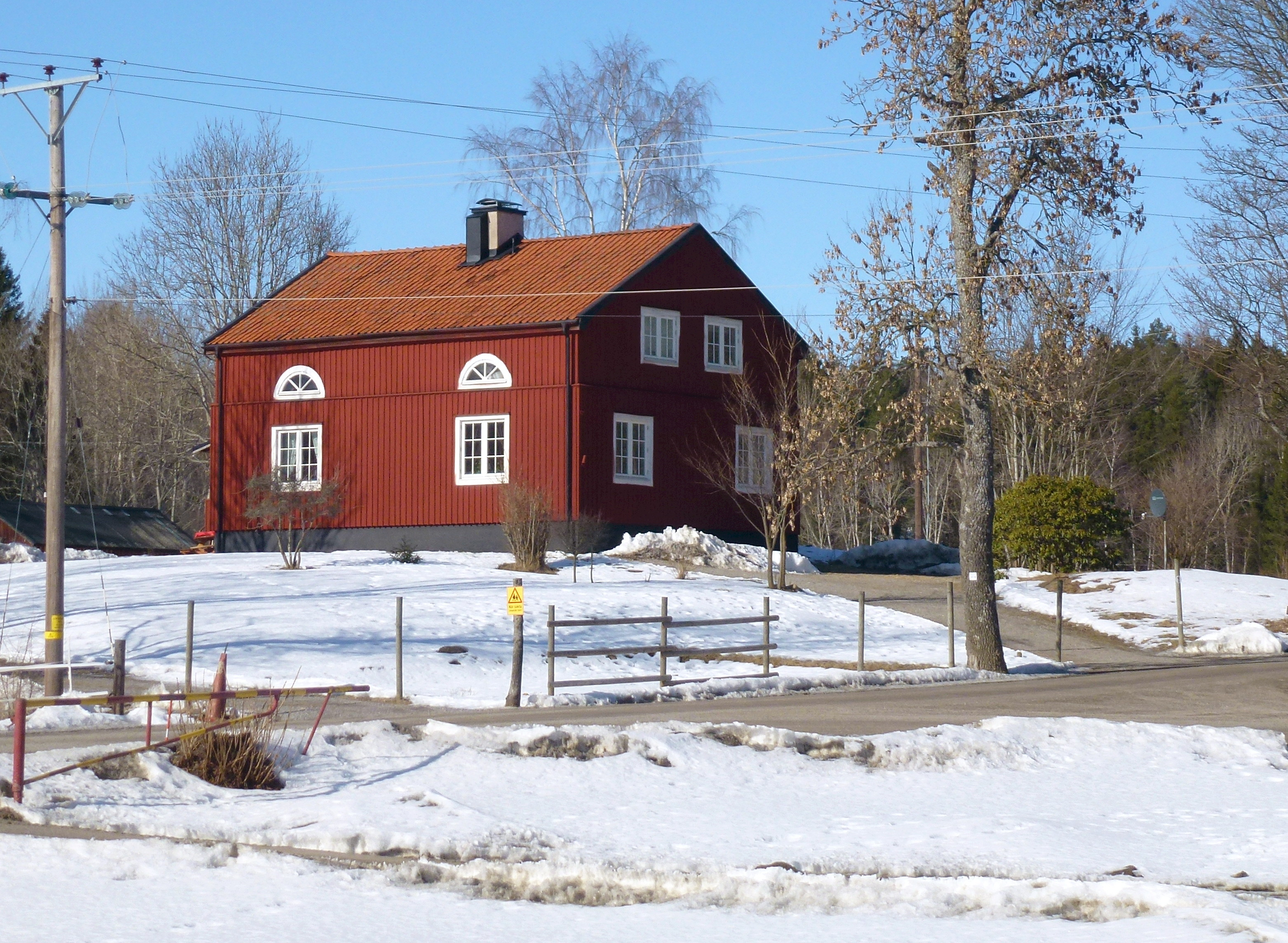
Fågelsta gård, tidigare arbetarbostad.
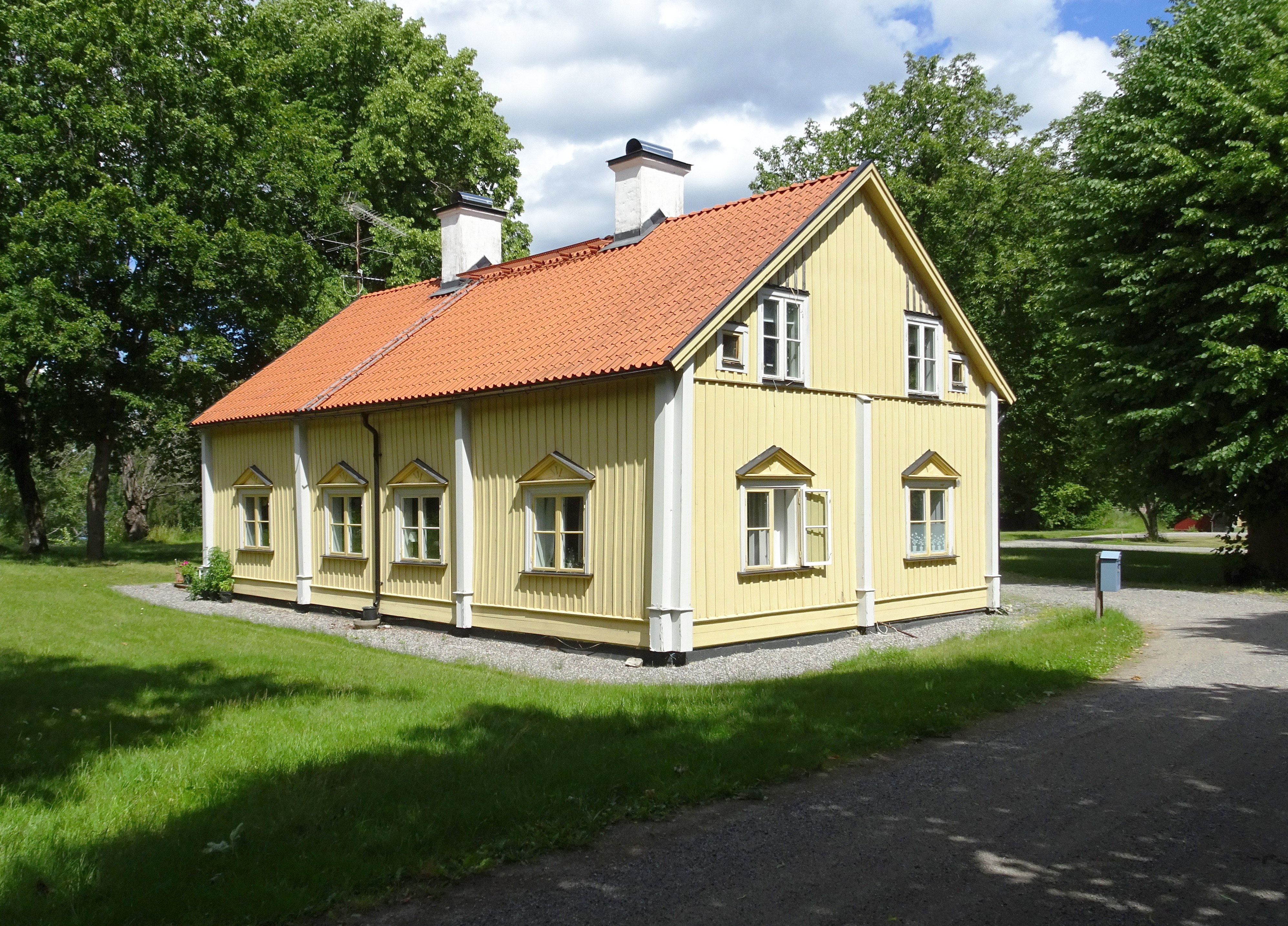
Fågelsta gård, västra flygel.
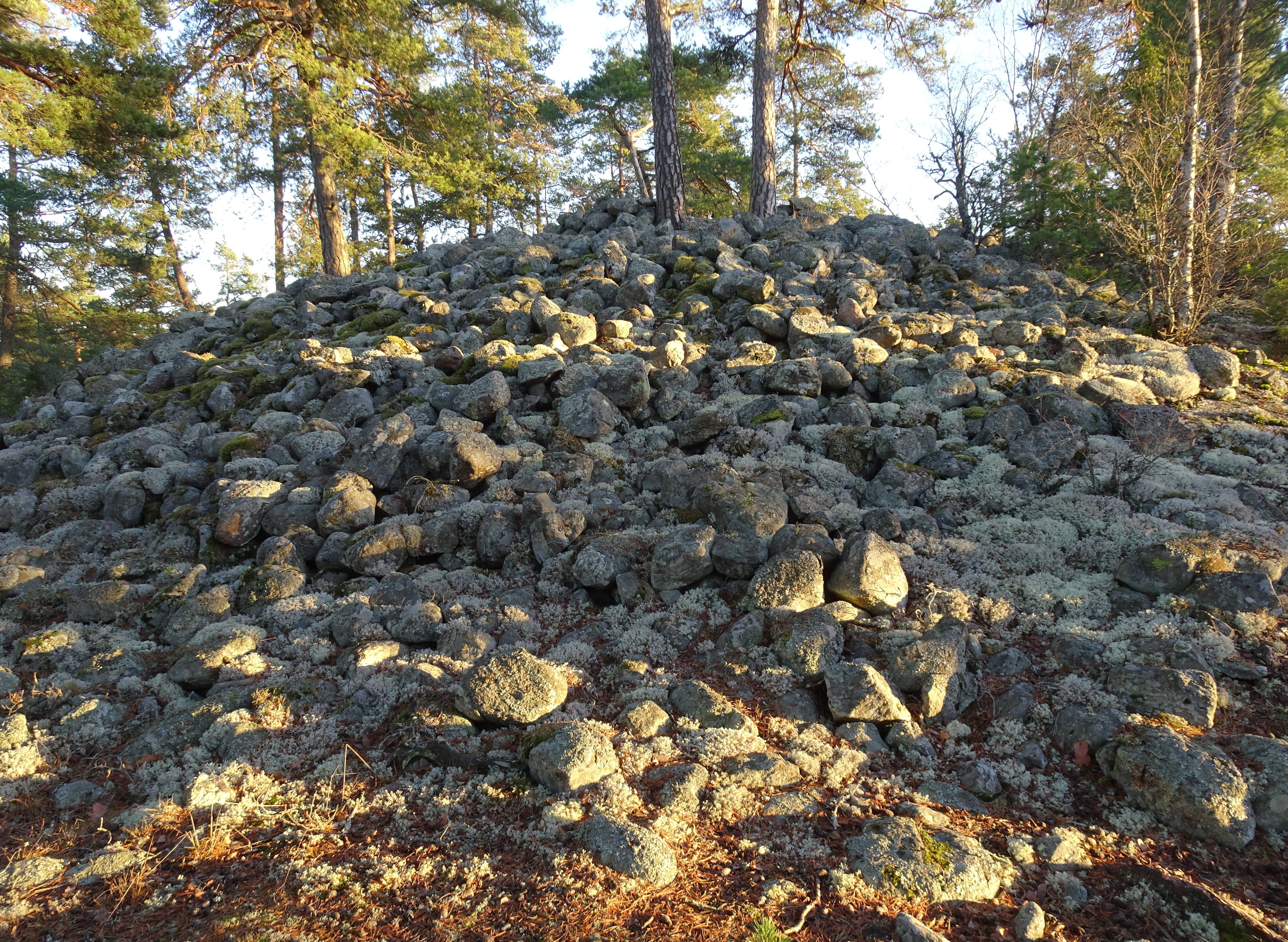
Hallinge gravfält med stenröse. (RAÄ-nummer Salem 49:1)
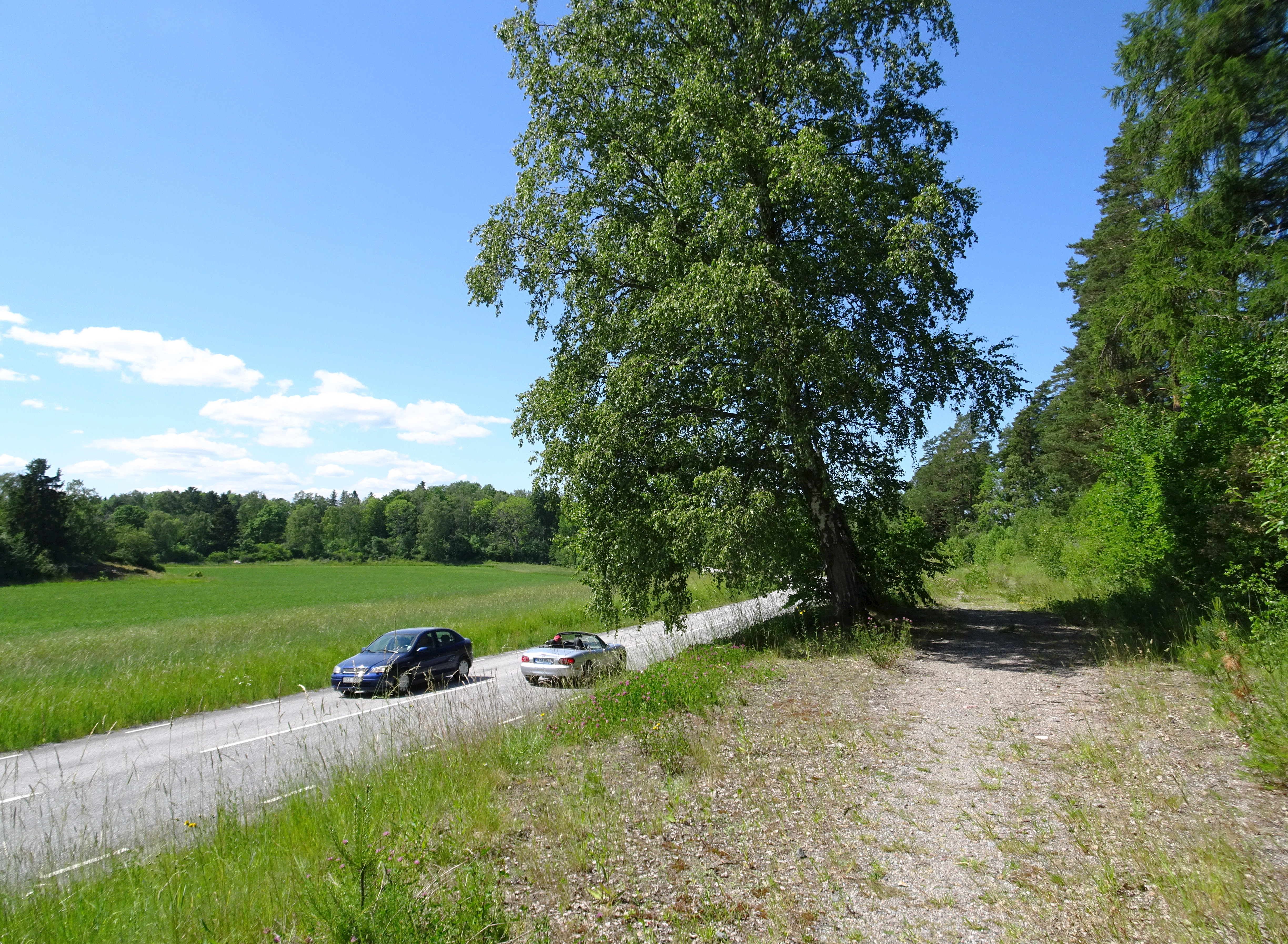
Gamla Riksettan i två historiska varianter.

## Andra sjönära vandringar i Stockholms län
- Aspens naturstig
- Brunnsviken runt på Hälsans stig
- Djurgårdsbrunnsviken runt på Hälsans stig
- Flaten runt
- Havtornsuddslingan
- Källtorpssjön runt
- Måsnarenleden
- Mälarpromenaden